# Zirkow
Zirkow er en by og kommune i det nordøstlige Tyskland, beliggende under Landkreis Vorpommern-Rügen på øen Rügen. Landkreis Vorpommern-Rügen ligger i delstaten Mecklenburg-Vorpommern.
Zirkow er beliggende ca. 8 km øst for Bergen auf Rügen og ligger desuden i biosfærereservatet Südost-Rügen. I nordøst grænser kommunen op til Schmachter See ved Binz.

## Landsbyer og bebyggelser
- Zirkow
- Dalkvitz
- Nistelitz
- Pantow
- Schmacht
- Serams
- Viervitz
- Alt Süllitz